# Windows 11
Windows 11 е операционна система (ОС) разработена от Microsoft като част от семейството Windows NT. Обявена за първи път на 24 юни 2021 г. Наследник е на Windows 10 (издадена през 2015 г.) и е издадена на 5 октомври 2021 г. като безплатна надстройка за съвместимите Windows 10 компютри чрез услугата Windows Update.
Windows 11 включва големи промени в обвивката на Windows, повлияни от отменения Windows 10X, включително преработено меню „Старт“, подмяната на „живите плочки“ с отделен панел „Приспособления“ в лентата на задачите, възможността за създаване на плочки от прозорци, които могат да бъдат минимизирани и възстановени от лентата на задачите като група, като екипите на Microsoft са интегрирани в лентата на задачите, а новите технологии за игри, наследени от Xbox Series X и Series S, като Auto HDR и DirectStorage на съвместим хардуер. Internet Explorer е изцяло заменен от Microsoft Edge, базиран на двигателя Bing. Microsoft също обявява планове да позволи по-голяма гъвкавост в софтуера, който може да се разпространява чрез Microsoft Store, и да поддържа приложения за Android в Windows 11 (включително партньорство с Amazon Appstore, за да направи приложенията си достъпни за функцията). Microsoft увеличава хардуерните изисквания в сравнение с Windows 10, като Microsoft поддържа само операционната система с актуализации на устройства, използващи процесор Intel Core от осмо поколение или по-нов (с някои изключения), процесор AMD Ryzen, базиран на микроархитектура Zen+ или по-нова, или Qualcomm Snapdragon 850 ARM система на чип или по-нова. Windows 11 е създаден за UEFI защитено зареждане и поддръжка на модул за надеждна платформа .(TPM) 2.0 Освен това Windows 11 вече не поддържа 32-битова x86 архитектура или системи, използващи фърмуер на BIOS. Windows 11 получава смесени отзиви. Обхватът на операционната система преди изданието се фокусира върху нейните по-строги хардуерни изисквания, с дискусии дали те са законно предназначени да подобрят сигурността на Windows или уловка за препродажба на потребители на по-нови устройства, както и върху електронни отпадъци, свързани с промените. След пускането си Windows 11 получава положителни отзиви за подобрения си визуален дизайн, управлението на прозорците и по-силния акцент върху сигурността, но е разгледан за регресии и модификации на аспекти на потребителския интерфейс. Операционната система работи само с SSD-та. Операционната система може да се инсталира на неподдържани компютри само с хак в регистъра наречен LabConfig или чрез модификация на iso файла с Rufus.

## Минимални системни изисквания
- Процесор: 1-гигахерцов или по-бърз, с 2 или повече ядра на съвместим 64-битов процесор или система на чип (SoC)
- Памет: 4 ГБ RAM
- Място за съхранение: 64 ГБ или устройство с повече място за съхранение
- Системен фърмуер: UEFI, съвместимо защитено зареждане
- TPM: Модул за надеждна платформа (TPM) версия 2.0
- Графична карта: Съвместима с DirectX 12 или по-нова версия с драйвер WDDM 2.0
- Дисплей: Дисплей с висока разделителна способност (720p), който е по-голям от 9 инча по диагонал, 8 бита на цветен канал
- Интернет връзка: За настройката за Windows 11 Home се изисква акаунт в Microsoft и възможност за свързване с интернет

## Развитие
На конференцията Ignite през 2015 г. служителят на Microsoft Джери Никсън заявява, че Windows 10 ще бъде „последната версия на Windows“, декларация, която Microsoft потвърждава, че „отразява“ мнението му. Операционната система се е считала за услуга с нови версии и актуализации, които ще бъдат пускани с течение на времето. През октомври 2019 г. Microsoft обявява Windows 10X, бъдещо издание на Windows 10, предназначено изключително за устройства с двоен сензорен екран като предстоящия тогава Surface Neo. Той включва модифициран потребителски интерфейс, проектиран около контекстно чувствителни „пози“ за различни конфигурации на екрана и начини на използване, както и промени като центрирана лента на задачите и актуализирано меню „Старт“ без „живите плочки“ на Windows 10. Наследствените приложения на Windows също ще трябва да се изпълняват в „контейнери“, за да се гарантира оптимизация на производителността и захранването. Microsoft заявява, че планира да пусне устройства с Windows 10X до края на 2020 г. През май 2020 г., на фона на пандемията COVID-19, главният продуктов директор на Microsoft Windows и Office Панос Панай заявява, че „тъй като продължаваме да поставяме нуждите на клиентите на преден план, трябва да се съсредоточим върху посрещането на клиенти там, където са те сега“, и затова обявява, че Windows 10X първоначално ще стартира само на устройства с един екран и че Microsoft ще „продължи да търси подходящия момент, заедно с нашите OEM партньори, за пускане на пазара на устройства с два екрана“. 